# Araucaria humboldtensis
Araucaria humboldtensis är en barrträdart som beskrevs av J.T. Buchholz. Araucaria humboldtensis ingår i släktet Araucaria och familjen Araucariaceae. IUCN kategoriserar arten globalt som starkt hotad. Inga underarter finns listade i Catalogue of Life.